# Eduard Weiter
Eduard Weiter (18 juillet 1889, Eschwege – 2 mai 1945, Itter) est un cadre administratif allemand, SS-Obersturmbannführer et commandant du camp de concentration de Dachau pendant la Seconde Guerre mondiale.

## Jeunesse
Fils d'un fabricant de cravaches, Weiter travaille comme vendeur de livres tout en étudiant à temps partiel jusqu'à son enrôlement dans l'armée impériale allemande à l'âge de vingt ans. Il sert comme soldat pendant dix ans et combat sur les fronts oriental, occidental et balkanique durant la Première Guerre mondiale. Il trouve ensuite un emploi de caissier en raison des réductions d'effectifs de l'armée allemande imposées par le traité de Versailles. Puis, il rejoint la police bavaroise.

## Carrière dans la SS

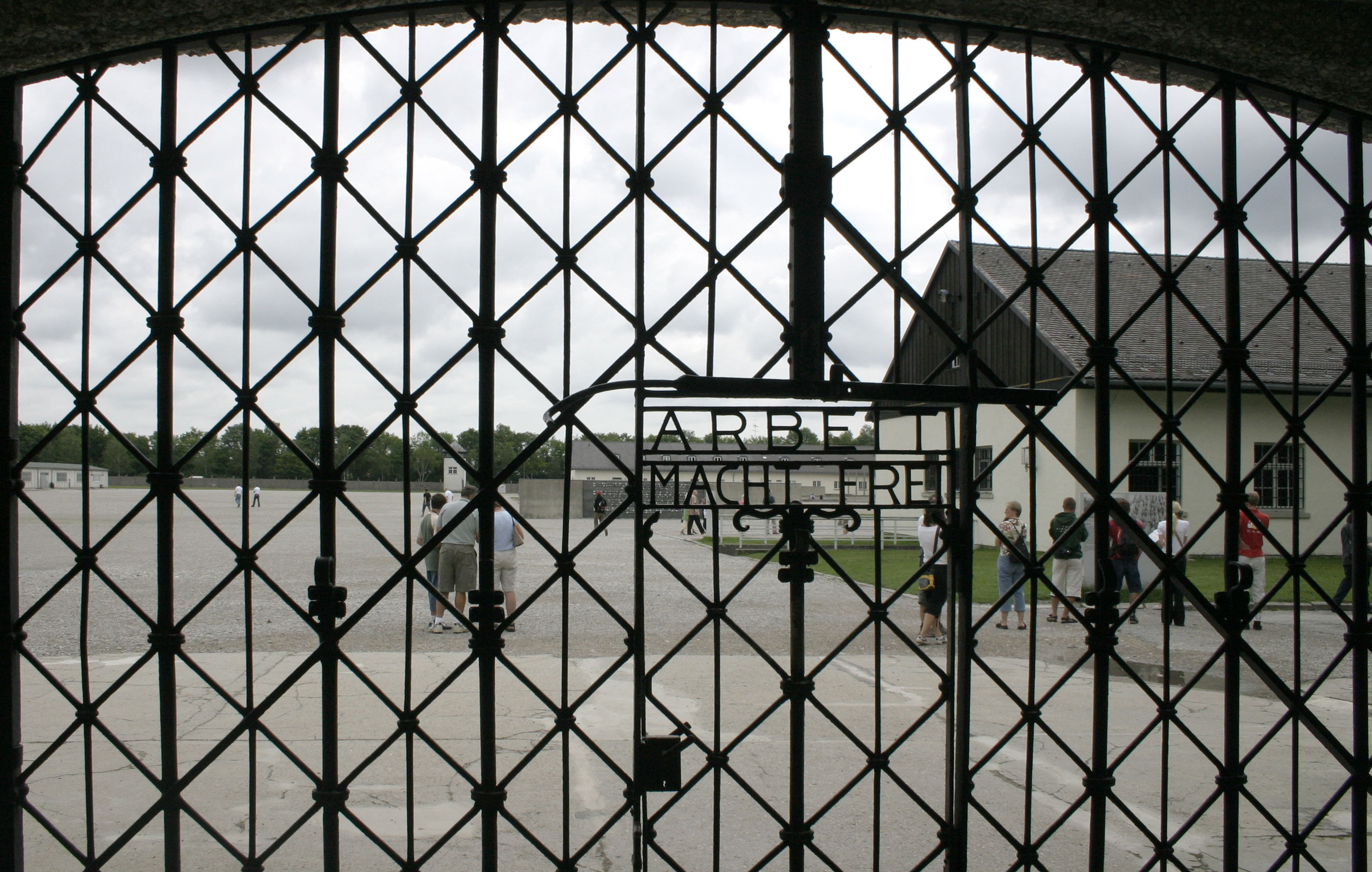
La porte principale du camp de concentration de Dachau, marquée du slogan « Arbeit macht frei ».

Weiter travaille comme cadre administratif jusqu'en 1936, date à laquelle la police bavaroise est incorporée dans une unité de la Wehrmacht. Il rejoint ensuite la SS en tant que trésorier, puis le parti nazi en 1937. Weiter obtient les bonnes grâces d'Oswald Pohl mais son ambivalence politique ralentit sa carrière, et durant la Seconde Guerre mondiale, il est chargé de l'administration du camp de concentration de Dachau,.
Malgré tout, Weiter succède à Martin Gottfried Weiss en tant que commandant du camp le 30 septembre 1943.

## Décès
Weiter n'est pas jugé car il fuit Dachau juste avant sa libération, se rendant au château d'Itter, en Autriche, où il meurt dans des circonstances mystérieuses. Selon Paul Reynaud, le mercredi 2 mai 1945, après s'être vanté de ses récentes exécutions à Dachau, Weiter se tue par balle. Il est enterré sans cérémonie à l'extérieur des murs du château dans une fosse. Cependant, Tom Segev déclare qu'il fut peut-être tué par un autre membre de la SS en colère à cause de son manque de conviction idéologique.